# Francestown
Francestown is een gemeente in het Amerikaanse gebied Hillsborough County, New Hampshire.
In 1772 werd Francestown gesticht door toenmalig gouverneur van New Hampshire, John Wentworth. De naam Francestown verwijst naar de voornaam van zijn echtgenote, Frances Deering Wentworth. Twee jaar later zou hij het ook naar zijn echtgenote vernoemde Deering stichten.

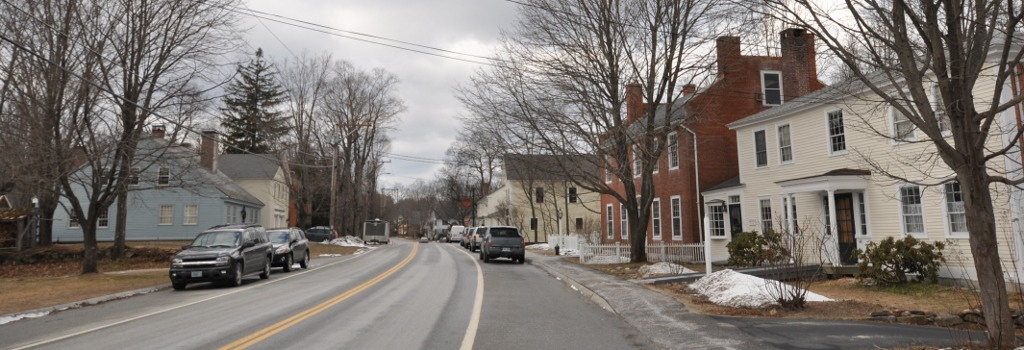
Main Street in Francestown